# Araǰin Xowmb 2002
L'Araǰin Xowmb 2002 è stata la 12ª edizione della seconda serie del campionato armeno di calcio.

## Stagione

### Novità
Al termine della passata stagione il Malatia Erevan è stato promosso in Bardsragujn chumb, dalla quale era inizialmente retrocesso il Lori, che successivamente è stato ripescato.
Dinamo Erevan, Aragats Gyumri e Kasakh si sono sciolte prima dell'inizio del campionato.
I seguenti club si sono iscritti al campionato: Lokomotiv Erevan, Dinamo Eghvard, Nork Marash, Pyunik-3, Lernayin Artsakh-2, Spartak Erevan-2, Širak 2, Mika Erevan 2, Dinamo-2000 Yerevan 2, Araks Ararat, Arpa, Kilikia e Vanadzor.
Il Karmrakhayt ha cambiato denominazione in Armavir.

### Formula
Le sedici squadre si affrontano due volte, per un totale di trenta giornate. La prima classificata, viene promossa in Bardsragujn chumb.

## Classifica
|  | Pos. | Squadra               | Pt | G  | V  | N | P  | GF | GS  | DR  |
|  | ---- | --------------------- | -- | -- | -- | - | -- | -- | --- | --- |
|  | 1.   | Armavir               | 79 | 30 | 25 | 4 | 1  | 96 | 18  | +78 |
|  | 2.   | Araks Ararat          | 77 | 30 | 25 | 2 | 3  | 85 | 18  | +67 |
|  | 3.   | Kilikia               | 73 | 30 | 22 | 7 | 1  | 94 | 13  | +81 |
|  | 4.   | Arpa                  | 72 | 30 | 23 | 3 | 4  | 85 | 25  | +60 |
|  | 5.   | P'yownik 3            | 63 | 30 | 20 | 3 | 7  | 79 | 27  | +52 |
|  | 6.   | P'yownik 2            | 52 | 30 | 15 | 7 | 8  | 70 | 32  | +38 |
|  | 7.   | Lernayin Artsakh 2    | 45 | 30 | 13 | 6 | 11 | 41 | 39  | +2  |
|  | 8.   | Spartak Erevan 2      | 43 | 30 | 13 | 4 | 13 | 60 | 49  | +11 |
|  | 9.   | Lokomotiv Erevan      | 34 | 30 | 10 | 4 | 16 | 42 | 78  | -36 |
|  | 10.  | Širak 2               | 30 | 30 | 9  | 3 | 18 | 43 | 63  | -20 |
|  | 11.  | Vanadzor              | 27 | 30 | 7  | 6 | 17 | 36 | 49  | -13 |
|  | 12.  | Nork Marash           | 19 | 30 | 5  | 4 | 21 | 26 | 99  | -73 |
|  | 13.  | FIMA Erevan           | 18 | 30 | 5  | 3 | 22 | 29 | 89  | -60 |
|  | 14.  | Dinamo Eghvard        | 16 | 30 | 4  | 4 | 22 | 26 | 114 | -88 |
|  | 15.  | Mika Erevan 2         | 21 | 30 | 6  | 3 | 21 | 21 | 70  | -49 |
|  | 16.  | Dinamo-2000 Yerevan 2 | 15 | 30 | 4  | 3 | 23 | 20 | 70  | -50 |

Legenda:
      Promossa in Bardsragujn chumb 2003
      Esclusa a campionato in corso.
Note:
Tre punti a vittoria, uno a pareggio, zero a sconfitta.